# Encyclopaedie van Nederlandsch West-Indië

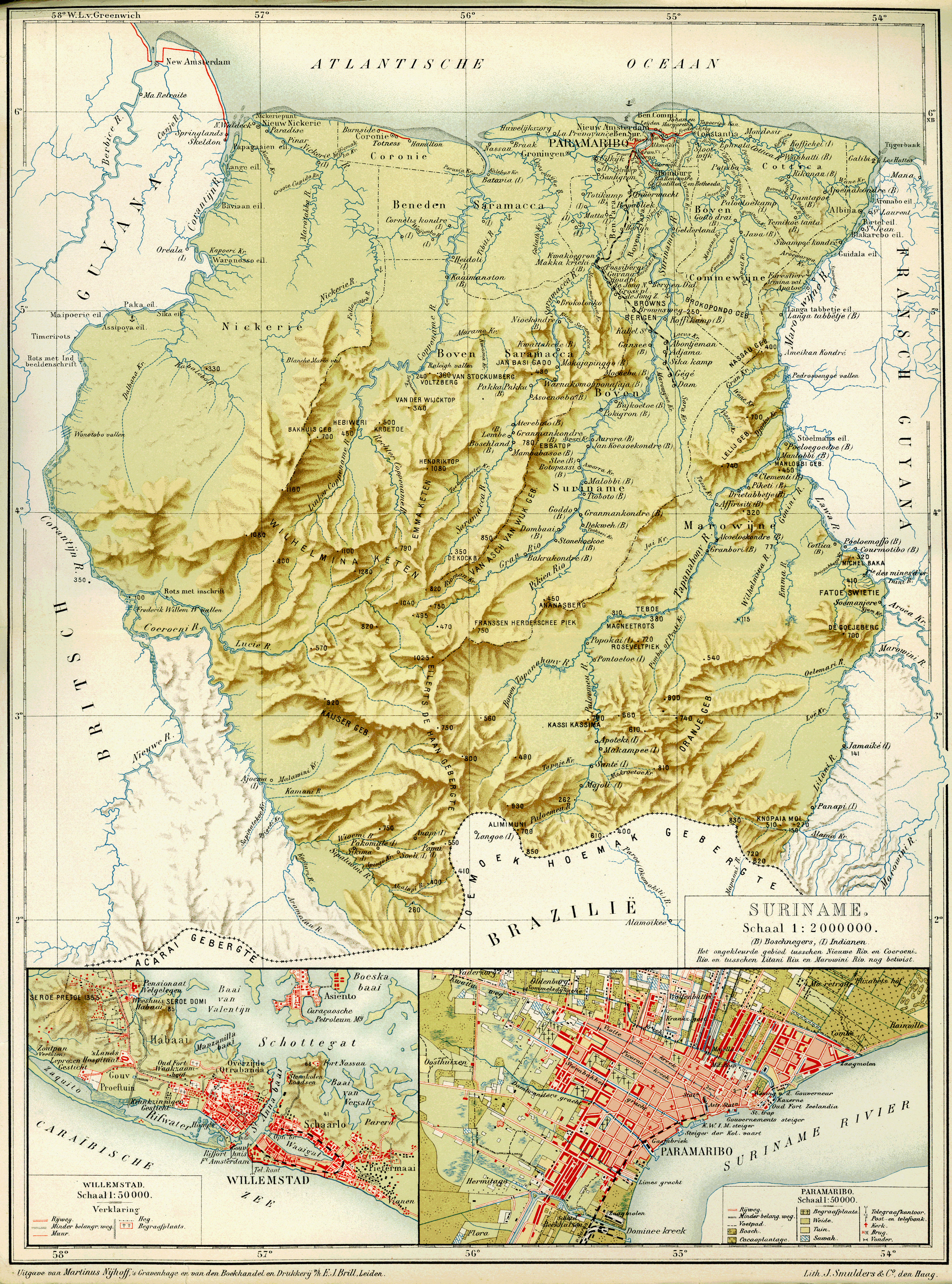
Kaart van Suriname uit de Encyclopaedie van Nederlandsch West-Indië

De Encyclopaedie van Nederlandsch West-Indië is een encyclopedie die in 1917 werd gepubliceerd onder redactie van Herman Benjamins en Johannes Snelleman. Vanaf 1914 werd door ongeveer 80 personen, onder wie H. van Cappelle, A.A. Pulle, C.F. Schoch en F.A.F.C. Went, bijgedragen aan deze encyclopedie. Deze encyclopedie richtte zich met name op de twee toenmalige Nederlandse koloniën in de West:
- Curaçao en Onderhorigheden (bestaande uit de huidige landen binnen het Koninkrijk der Nederlanden: Aruba, Curaçao en Sint Maarten, en uit Caribisch Nederland, een deel van Nederland)
- Suriname

Recentere encyclopedieën die zich richten tot deze gebieden zijn de Encyclopedie van de Nederlandse Antillen (1969; 2e druk 1985) en de Encyclopedie van Suriname (1977).